# Izurza
Izurza (oficialmente en euskera: Izurtza) es una anteiglesia y municipio de la provincia de Vizcaya en el País Vasco, España. Pertenece a la comarca del Duranguesado y tiene una población de 231 habitantes (INE 2017). La extensión del municipio es de 4,28 km². 

## Geografía
Entre las imponentes masas rocosas calizas de Mugarra y Untzillaitz y a orillas del río Mañaria al borde de la carretera que une Durango con Vitoria se asienta esta pequeña población.
Izurza limita con los siguientes municipios, al norte con Durango, al sur Mañaria y al este con Abadiano.

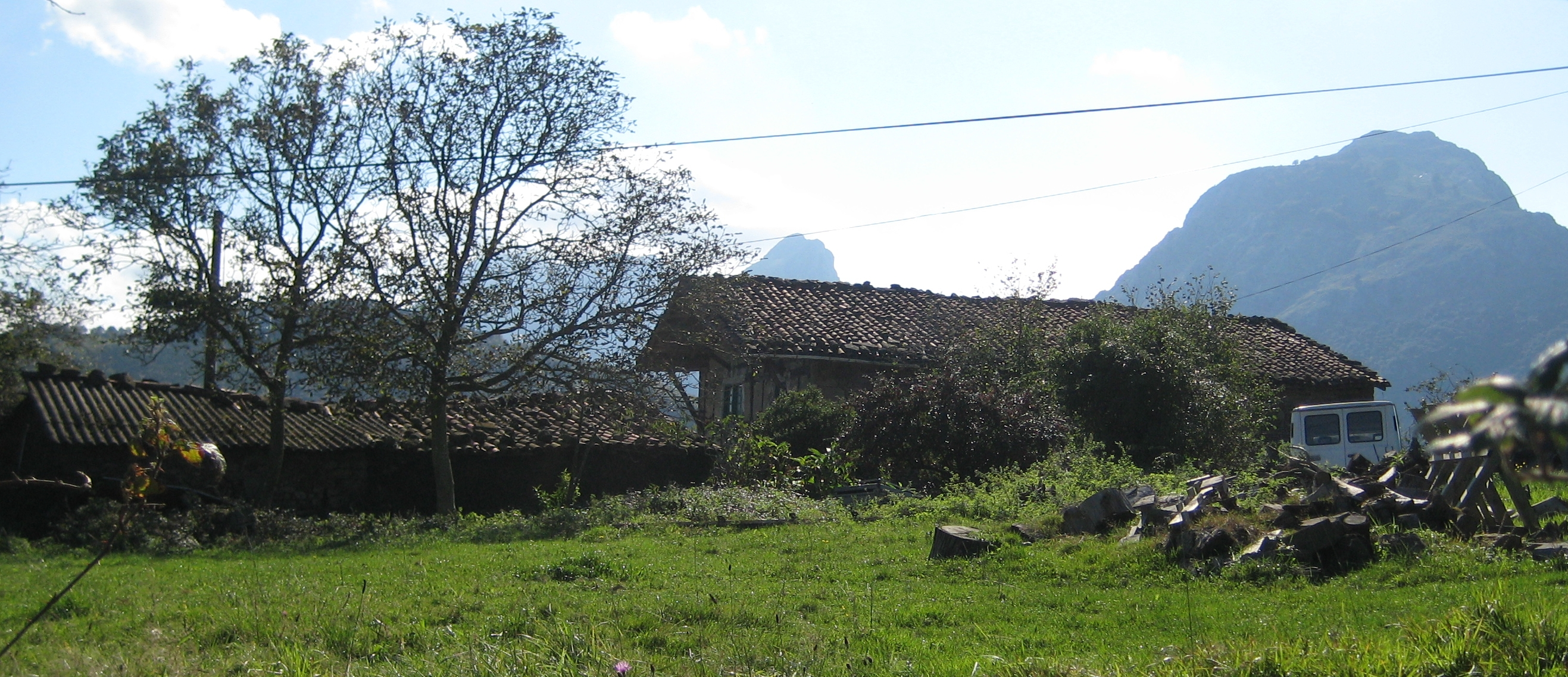
Campa y caserío Goienengoa en Bitaño

El municipio de Izurtza está compuesto por el núcleo urbano lineal al pie de la carretera (Elizalde), un polígono industrial (Lejartza) y por varios barrios rurales dispersos por las laderas de los montes (Etxano, Ortuzar y Bitaño). Etxano, que tiene un pequeño núcleo diferenciado, acoge prácticamente toda la parte sur del municipio, siendo así el barrio con más extensión de Izurtza. Estos barrios están compuestos por agrupaciones de caseríos, baserris en euskera, cuya actividad principal es la agricultura y la ganadería.

### Hidrografía
El valle en el cual se encuentra Izurtza lo forma el río Mañaria que discurre hasta desembocar en el Ibaizabal en Durango. Hay multitud de pequeños arroyos que bajan de los montes, como el de Etxano.

### Orografía
Los gigantescos bloques calizos que conforman la sierra de Amboto y Aramotz, exactamente los montes Untzillaitz y Mugarra proporcionan pequeños llanos que permiten el asentamiento humano y la explotación agrícola, ganadera y forestal.

### Comunicaciones
Las comunicaciones están centradas en la carretera provincial BI-623 al borde de la cual se asienta el municipio. Es por ello que el núcleo urbano está desarrollado de una manera lineal. Esta carretera lo une con Durango que es la capital de la comarca y de la que distan escasamente 1,5 km, donde enlaza con la carretera Nacional N-634 y la autopista AP-8 que los comunica con Bilbao y San Sebastián, así como con la línea de ferrocarril de vía estrecha de Euskotren San Sebastián–Bilbao.

## Historia
Como en todas las anteiglesias sus orígenes se pierden en el tiempo y se confunden con los de la Tierra Llana de Vizcaya.
La leyenda dice que la casa torre de Etxaburu, señor de estas tierras, la mandó construir el emperador romano Antonino Pío. Esta casa torre es la que aparece en el escudo de la anteiglesia y su construcción está realizada sobre un peñasco que alberga una pequeña cueva. La leyenda cuenta que en esa cueva vivía un peligroso jabalí que amenazaba a todos los vecinos y fue el señor de Etxaburu quien con ayuda de sus perros lo mató y en recuerdo de ello construyó allí su morada. Sea como fuese, hay pruebas que esta casa torre se mandó destruir por Enrique IV y fue de nuevo edificada en el siglo XVI por Sancho López de Ibargüen. También en ese siglo se edificó la iglesia parroquial dedicada a San Nicolás Obispo. La iglesia se construyó por mandato de los señores de Etxaburu e Izurza.
Formaba parte de la Merindad de Durango, tenía el asiento y voto número 11 en las Juntas de Guerediaga y estaba regida por un fiel.
Entre 1427 y 1443 se marcaron y amojonaron los límites municipales, no sin litigio con sus vecinos de Durango y Mañaria.
La característica ubicación de Izurtza ha hecho que su población se haya mantenido estable en el tiempo. La emigración a la cercana cabecera comarcal y la inmigración de algún romántico en busca de entornos rurales cercanos a las ciudades ha mantenido esta en torno a las 250 almas.

## Demografía
Izurza cuenta con una población de 230 habitantes (INE 2024).
| Gráfica de evolución demográfica de Izurza entre 1842 y 2021 |
| |
| Población de derecho según los censos de población del INE Población de hecho según los censos de población del INEEn este censo se denominaba Yzurza: 1842 En estos censos se denominaba Izurza: 1857, 1860, 1877, 1887, 1897, 1900, 1910, 1920, 1930, 1940, 1950, 1960, 1970, 1981 y 1991 |

## Economía
Históricamente la economía del municipio ha estado basada en la explotación agrícola y ganadera. La expansión industrial de mediados del siglo XX ha propiciado que el sector primario haya perdido su carácter principal para quedarse en un mero complemento a la actividad industrial.
El sector primario, con pequeñas explotaciones familiares, se centra en la agricultura y la ganadería. Parte de los productos obtenidos se comercializan en los mercados de la comarca o bien se utilizan para consumo propio. La explotación forestal también forma parte del primer sector del municipio.
El sector industrial se ha desarrollado con la ubicación de muchas fábricas en la parte baja del valle, en el barrio Lejartza. Esta ubicación corresponde a la expansión de la industria de la próxima villa de Durango. En él trabajan muchos de los habitantes de la anteiglesia.
El sector de servicios es muy reducido. La proximidad de Durango y Bilbao hace que los servicios se den en estos municipios.

## Símbolos

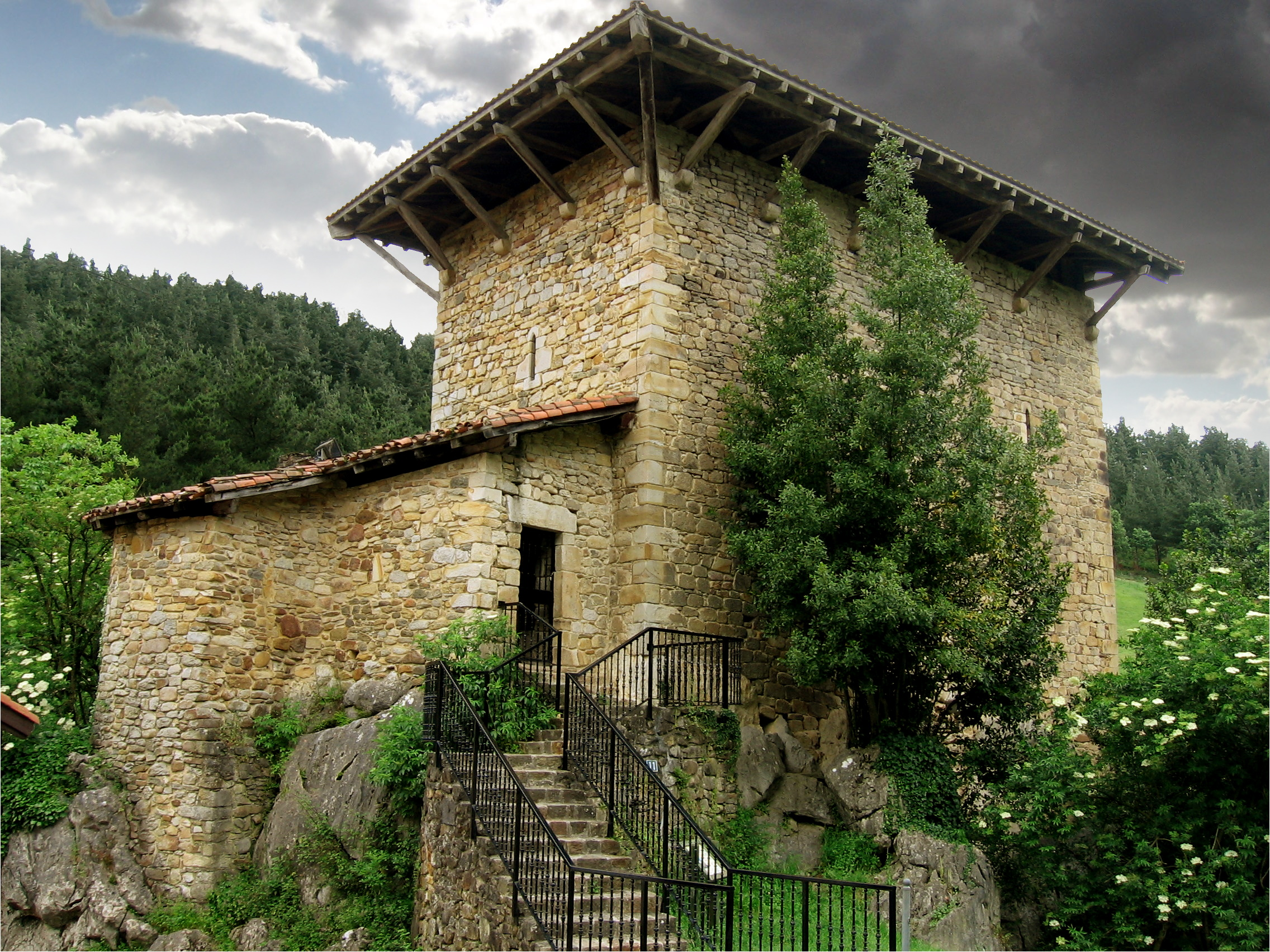
Tore de Etxaburu

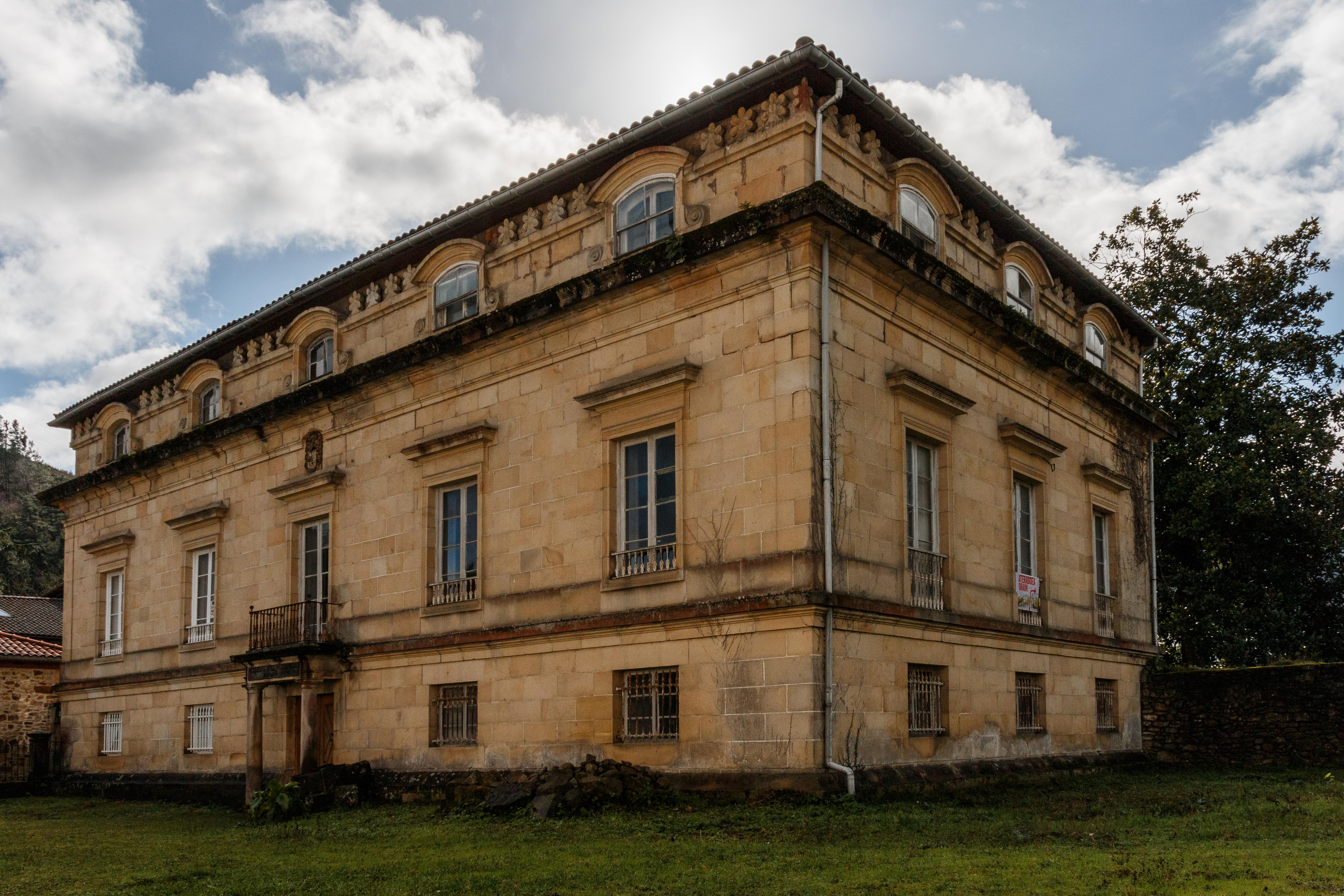
Palacio Arana

En 1937 se perdió la antigua bandera de la anteiglesia. En 1967 se realizó una nueva bandera para el grupo de danzas, esta bandera fue de nuevo diseño sin tener en cuenta la histórica. Hicieron una bandera de cuadrados azules, blancos rosas y rojos colocados en diagonal. Esta bandera fue aceptada por la corporación municipal en 1994 poniendo el escudo de la anteiglesia en el centro. En 1985 se intentó recuperar la bandera histórica basándose en fotografías y recuerdos de los vecinos de mayor edad, pero el intento no fructificó.
El escudo de Mañaria es el propio de los Etxaburu y representa la leyenda de la caza del jabalí por parte de Lope de Odino. sus armas son; de oro, torre de piedra entre dos árboles de sinople, sobre una montaña, en la cual se halla un cazador hiriendo con lanza de oro a un jabalí de sable, perfilando de oro, perseguido por dos perros de plata con remientos negro que le acometen cada uno de un lado.

## Cultura

### Patrimonio
Izurza tiene algunas casas torres reseñables, entre ellas la ya nombrada de Etxaburu y la de Izurtza o Bekotorre. También hay cuatro ermitas además de la iglesia parroquial.
- Casa torre de Etxaburu: de origen incierto, algunos le atribuyen origen romano, esta construcción tiene las típicas trazas de las casas torres vizcaínas. Su ubicación sobre un peñón hueco y controlando todo su entorno le da relevancia y personalidad. La mandó destruir Enrique IV en el contexto de la guerra de bandos y se reedificó en el siglo XVI por Sancho López de Ibargoen y su mujer Estibaliz de Etxaburu. El edificio está asentado sobre una gran roca y un arco que deja un paso por debajo del mismo. Consta de sótano, planta baja, primera planta (que es la residencial) y camarote. Se reconstruyó en los años 80 del siglo XX y se reconvirtió en albergue juvenil.

El linaje de los Etxaburo procede de los Ibargoen de Durango que se trasladaron a Izurza en el siglo XV. Esta familia ejerció un control férreo sobre la población de Izurza.
- Casa torre de Izurza o Bekotorre; situada cerca el casco urbano, albergó el tribunal y la audiencia de uno de los dos Arciprestes de Vizcaya.
- Iglesia parroquial de San Nicolás Obispo; construida a principios del siglo XVI por los señores de Izurtza y Etxaburu. En el interior destaca el coro de estilo mudéjar.
- Palacio Arana, edificado en 1852 [9] Puerta flanqueada por columnas, que sostienen un dintel a modo de pórtico. Planta principal con balcones. Es un edificio inusual en el ámbito rural vasco, por sus grandes proporciones, calidad de acabados realizados en piedra de sillería y estilo neoclásico que recuerda a las mansiones del Segundo Imperio francés. Como en éstas, su tejado es abuhardillado y cuenta con mansardas. Declarado monumento por el Gobierno Vasco en 2011.[10]

### Fiestas
Las fiestas de Izurtza se celebran el día 8 de septiembre en honor a la Virgen María, su patrona.

## Administración y política
| Partido político                                              | 2023  | 2023  | 2023       | 2019  | 2019  | 2019       | 2015  | 2015  | 2015       | 2011  | 2011  | 2011       | 2007  | 2007  | 2007       |
| Partido político                                              | %     | Votos | Concejales | %     | Votos | Concejales | %     | Votos | Concejales | %     | Votos | Concejales | %     | Votos | Concejales |
| Euskal Herria Bildu (EH Bildu)-Bildu-EAE-ANV                  | 59,26 | 80    | 4          | 61,11 | 99    | 5          | 58,00 | 87    | 4          | 65,43 | 123   | 5          | –     | –     | –          |
| Euzko Alderdi Jeltzalea-Partido Nacionalista Vasco (EAJ-PNV)  | 27,41 | 37    | 1          | 36,41 | 59    | 2          | 36,67 | 55    | 3          | 32,98 | 62    | 2          | 43,72 | 80    | 3          |
| Partido Popular del País Vasco (PP)                           | –     | –     | –          | 0,61  | 1     | 0          | –     | –     | –          | 0,53  | 1     | 0          | 1,09  | 2     | 0          |
| Partido Socialista de Euskadi-Euskadiko Ezkerra (PSE-EE PSOE) | –     | –     | –          | –     | –     | –          | –     | –     | –          | 0,53  | 1     | 0          | 0,00  | 0     | 0          |
| Eusko Abertzale Ekintza-Acción Nacionalista Vasca (EAE-ANV)   | –     | –     | –          | –     | –     | –          | –     | –     | –          | –     | –     | –          | 54,64 | 100   | 4          |

## Personas destacadas
- Nicolás Alzola Guerediaga Bitaño (1922-1981): fraile, escritor, pintor y académico de la lengua vasca.
- Gregorio López Irasuegui (1946-1988): miembro histórico de ETA. Fue uno de los condenados en el Proceso de Burgos.
- Ibon Ajuria Gordón (1971): ciclista. Fue profesional desde 1994 hasta 1999.